# Karol Wyrwicz

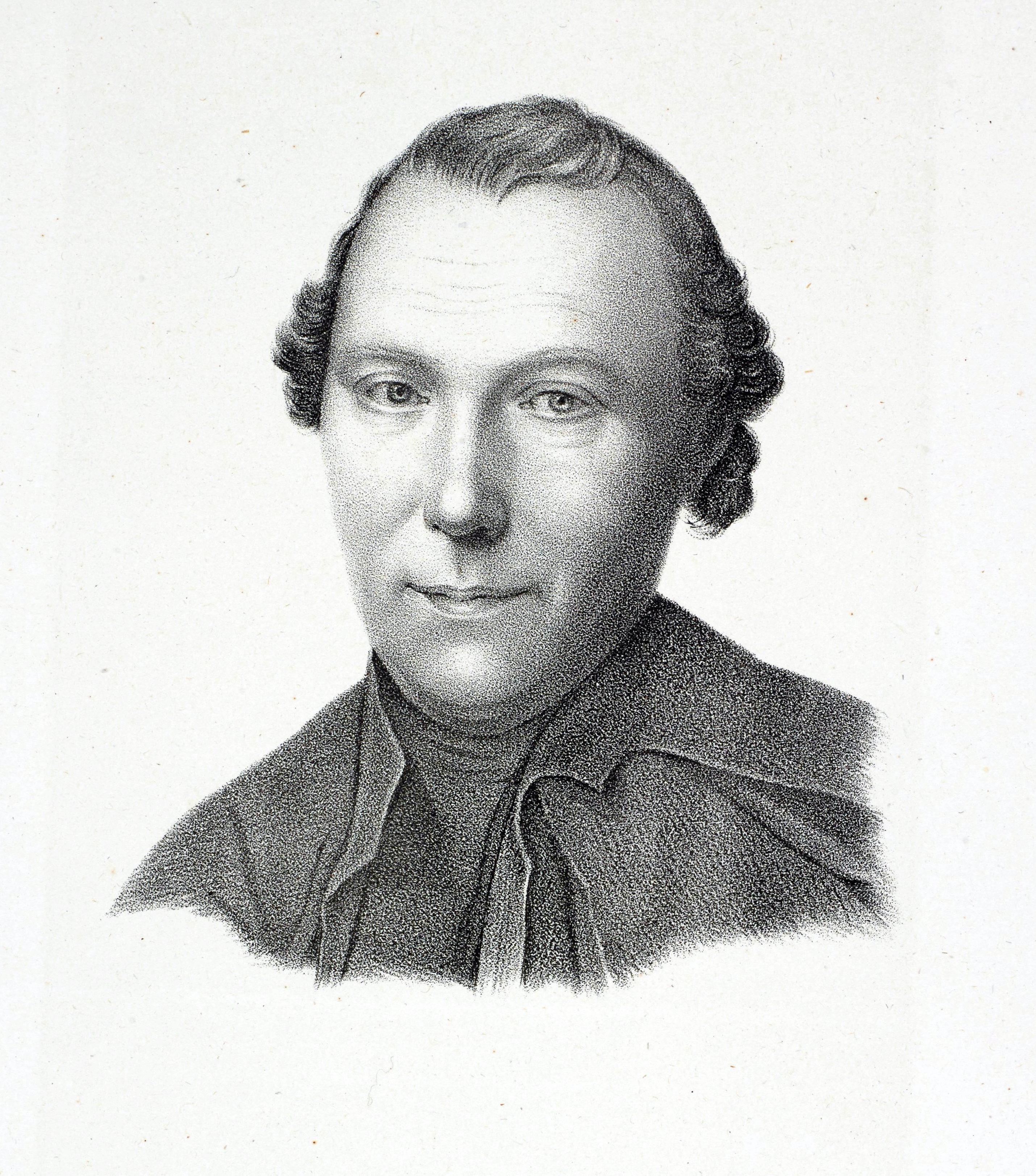
Zeichnung von Karl Friedrich Minter, posthum 1826

Karol Wyrwicz (* 2. November 1717 bei Braslau, Polen-Litauen; † 6. Juni 1793 in Warschau, Polen-Litauen) war ein polnischer Jesuit und Diplomat sowie Schriftsteller, Dichter, Geograph, Historiker, Publizist und Prediger der Aufklärung. Die Familie von Wyrwicz entstammte der Wappengemeinschaft Dołęga.

## Leben
Wyrwicz entstammte einer polnischen Adelsfamilie, die deutsch-baltische Vorfahren hatte. Er studierte zunächst in Pinsk sowie Dünaburg und trat 1734 in den Jesuitenorden ein. Seine Studien setzte er an den Jesuitenkollegen in Vilnius, Poczawsze und Pinsk fort. Später wurde er Hauslehrer von Józef Jerzy Hylzen, mit dem er eine Grand Tour durch das Heilige Römische Reich, Frankreich, Belgien und Italien machte. 1742 begann er ein Theologiestudium an der Universität Vilnius. 1765 schickte ihn der neugewählte polnisch-litauische König Stanislaus II. August Poniatowski an den Hof der Habsburger nach Wien, um eine Heirat des Königs mit einer Habsburgerin zu besprechen. 1767 wurde er Rektor des Collegium Nobilium der Jesuiten in Warschau. Nach der Auflösung des Ordens 1773 erhielt er als Pfarrstelle die Warschauer Andreasgemeinde. 1780 wurde er Abt des Klosters Hebdów. 1783 wurde er Träger des Sankt-Stanislaus-Ordens. Er nahm regelmäßig an den Donnerstagmittagessen am Hof des polnisch-litauischen Königs Stanislaus II. August Poniatowski teil, wo er seine Lyrik vortrug.